# ФК Стоук Сити
ФК Стоук Сити (на английски: Stoke City Football Club) е футболен клуб от град Стоук он Трент, Англия. Основан през 1863, Стоук е най-старият отбор от тези, които се състезават във Висшата лига, и вторият по старост след Нотс Каунти. Грънчарите, както е известен тимът, играе домакинските си мачове на Британия Стейдиъм, оборудван с 28 000 места, всичките седящи. Преди да бъде открит този стадион през 1997, Стоук играе на Виктория Граунд, който е техен дом от 1878. Прякорът „грънчарите“ идва от развитата грънчарска индустрия в града. Традиционният екип на Стоук е бяло и червено вертикално раирани тениски, бели шорти и бели чорапи.
През сезон 2008/09 се състезава във английската Висша Лига. Преди да се стигне до промоцията през 2008 Стоук не взима участие в най-високото ниво на английския футбол от сезон 1984 – 85, през който изпада със 17 точки, рекорд за най-слабо постижение останал 21 години. Първият голям трофей, спечелен от грънчарите, е купата на лигата през 1972, където побеждават Челси на финала с 2 – 1. Клубът печели и два пъти трофея на Футболната лига – първият път през 1992, а след това през 2000.

## История
Стоук Сити е вторият най-стар клуб играещ във Футболната лига. Създаден е през 1863 година като ФК Стоук Рамблърс от група ученици в училище Чартърхаус. Част от играчите работят на гарата в северната част на Стоук он Трент. През 1878 година клубът се обединява с местния Стоук Виктория Крикет Клуб. През август 1885 година тимът получава професионален статут. Стоук е един от клубовете основатели на футболната лига, които са общо дванадесет. Между 1888 и 1890 година Стоук Сити завършва на дъното в класирането на футболната лига и по-късно изпада в Ланкашър Лийг.